# Stian Grimseth

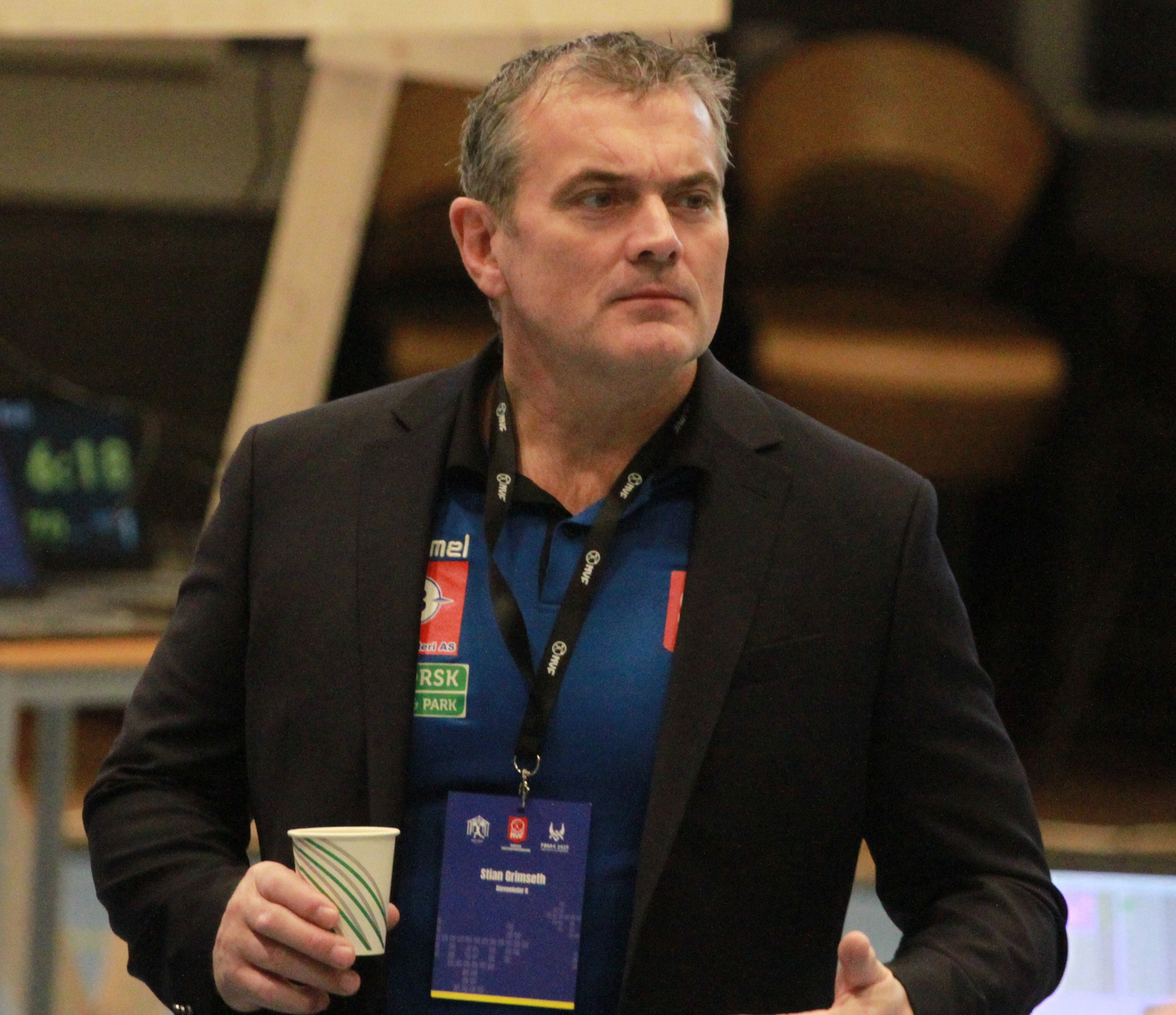
Stian Grimseth, 2023

Stian Grimseth (* 24. Juli 1972 in Naustdal) ist ein ehemaliger norwegischer Gewichtheber.
Er erreichte bei den Europameisterschaften 1996 im Superschwergewicht den vierten Platz im Zweikampf und gewann die Goldmedaille im Reißen. Im selben Jahr nahm er an den Olympischen Spielen in Atlanta teil, bei denen er Zehnter wurde. Bei den Europameisterschaften 1997 war er wieder Erster im Reißen und gewann im Zweikampf Bronze. Bei den Weltmeisterschaften im selben Jahr wurde er Siebter. 1998 war er bei den Europameisterschaften Sechster. 1999 erreichte er bei den Weltmeisterschaften erneut den siebten Platz.
Während der Olympischen Spiele 2000 in Sydney wurde bekannt, dass er kurz davor eine positive Dopingprobe abgegeben hatte und er wurde für zwei Jahre gesperrt. Nachdem der Nachweis gelang, dass kontaminierte Nahrungsergänzungsmittel ursächlich waren, wurde die Sperre auf 15 Monate reduziert. Bei den Europameisterschaften 2002 wurde er Neunter. 2004 nahm er in Athen an den Olympischen Spielen teil, hatte aber im Stoßen keinen gültigen Versuch.